# Championnat du Pérou de football 1964
Navigation
Saison précédente Saison suivante
La saison 1964 du Championnat du Pérou de football est la trente-sixième édition du championnat de première division au Pérou. Les dix clubs participants sont regroupés au sein d'une poule unique où ils s'affrontent deux fois au cours de la saison, à domicile et à l'extérieur. À la fin cette phase, les cinq premiers disputent la poule pour le titre et les cinq derniers lq poule de relégation qui voit le dernier être relégué et remplacé par le champion de Segunda División, la deuxième division péruvienne.
C'est le club de l'Universitario de Deportes qui remporte la compétition après avoir terminé en tête du classement final du championnat, avec neuf points d'avance sur un duo composé du double tenant du titre, l'Alianza Lima et du Club Centro Deportivo Municipal. C'est le 10e titre de champion du Pérou de l'histoire du club. 

## Les clubs participants
| - Alianza Lima - Sport Boys - KDT Nacional - Universitario de Deportes - Ciclista Lima | - Carlos Concha - Promu de Segunda Division - Club Centro Deportivo Municipal - Sporting Cristal - Centro Iqueño - Defensor Lima |

## Compétition
Le barème utilisé pour établir le classement est le suivant :
- Victoire : 2 points
- Match nul : 1 point
- Défaite, forfait ou abandon : 0 point

### Classement
| Rang | Équipe                          | Pts | J  | G  | N | P  | Bp | Bc | Diff |
| ---- | ------------------------------- | --- | -- | -- | - | -- | -- | -- | ---- |
| 1    | Universitario de Deportes       | 36  | 22 | 17 | 2 | 3  | 49 | 18 | +31  |
| 2    | Alianza Lima (T)                | 27  | 22 | 11 | 5 | 6  | 37 | 19 | +18  |
| 3    | Club Centro Deportivo Municipal | 27  | 22 | 12 | 3 | 7  | 40 | 27 | +13  |
| 4    | Sport Boys                      | 25  | 22 | 11 | 3 | 8  | 33 | 18 | +15  |
| 5    | Sporting Cristal                | 25  | 22 | 10 | 5 | 7  | 32 | 25 | +7   |
| 6    | Centro Iqueño                   | 25  | 22 | 10 | 5 | 7  | 24 | 24 | 0    |
| 7    | Defensor Lima                   | 20  | 22 | 7  | 6 | 9  | 30 | 31 | -1   |
| 8    | Ciclista Lima                   | 17  | 22 | 6  | 5 | 11 | 25 | 39 | -14  |
| 9    | Carlos Concha                   | 11  | 22 | 3  | 5 | 14 | 20 | 51 | -31  |
| 10   | KDT Nacional                    | 7   | 22 | 1  | 5 | 16 | 12 | 50 | -38  |

|  | Qualification pour la Copa Libertadores 1965          |
|  | Relégation directe en Segunda División                |
|  | (T) : Tenant du titre (P) : Promu de Segunda División |

## Bilan de la saison
| Championnat du Pérou de football 1964 |                                       |
| Champion                              | Universitario de Deportes (10e titre) |
| Qualifications continentales          |                                       |
| Copa Libertadores 1965                | Universitario de Deportes             |
| Promotions et relégations             |                                       |
| Promus en Primera División            | Defensor Arica                        |
| Relégués en Segunda División          | KDT Nacional                          |